# Aldin Saracevic
Aldin Saracevic (* 4. Juni 1991) ist ein österreichischer Basketballfunktionär und -trainer. Er ist Generalsekretär des österreichischen Basketballverbandes.

## Laufbahn
Saracevic spielte ab 2004 Basketball in der Jugend des Wiener Vereins D.C. Timberwolves, mit 18 Jahren wurde er als Nachwuchstrainer bei den „Wölfen“ tätig, engagierte sich als Lehrwart und war entscheidend am Aufbau des weiblichen Jugendbereichs des Vereins beteiligt. Im Sommer 2015 wurde er Leiter der Nachwuchsakademie und Sportlicher Leiter. Im Mai 2018 übernahm er zusätzlich das Manageramt.
Im Sommer 2018 gewann die weibliche U16-Nationalmannschaft Österreichs unter Saracevic als Cheftrainer die Goldmedaille bei der C-EM. Als Cheftrainer der Timberwolves-Damen betreute er die Mannschaft 2017/18 in der Landesliga und dann 2018/19 in ihrer ersten Saison in der höchsten österreichischen Spielklasse AWBL. Im Juli 2020 trat er in einer Doppelspitze mit Stano Stelzhammer das Amt des Sportkoordinators beim Österreichischen Basketballverbands an. 2021 war Saracevic des Weiteren Assistent des österreichischen Damen-Nationaltrainers, seines Timberwolves-Vereinskameraden Hubert Schmidt. Seine Arbeit bei den Vienna D.C. Timberwolves setzte er neben seinen Verbandsaufgaben fort. Saracevic wurde Geschäftsführer der am 31. März 2022 gegründeten GmbH, in die der Profi-Spielbetrieb der Vienna D.C. Timberwolves ausgelagert wurde.
Im Januar 2024 verließ er den Verein und wurde Generalsekretär des Österreichischen Basketballverbands.